# San Fernando de Monte Cristi
San Fernando de Monte Cristi je prestolnica province Monte Cristi v Dominikanski republiki. 
Nahaja se v skrajnem severozahodu države, natančneje na obalni ravnici ob meji s Haitijem.

## Zgodovina
Prvi evropejski priseljenci, 63 družin iz Kanarskih otokov pod vodstvom Juana de Bolañosa, naj bi se v kraj priselili leta 1533. Po neuspešni ustalitvi na območju so se razselili po celotni Dominikanski republiki. V drugi polovici 16. stoletja je ob prihodu novega vala priseljencev zaživel kot premožno pristanišče. 
Leta 1606, 73 let po njegovi ustanovitvi, je bilo mesto zaradi obtožb o poslovanju s pirati do tal uničeno. Na svoje noge se ni postavilo do leta 1756, ko so ga obnovili kot mesto in središče trgovine v Karibskem otočju. V tej vlogi je pristanišče ostalo do zgodnjega 20. stoletja.
Leta 1895 sta Máximo Gómez in José Martí v Gómezovem domu na ulici Mella podpisala Montekriški manifest (šp. »El Manifiesto de Montecristi«). Iz dela obale, ki mu domačini pravijo »La Granja«, sta nato odplula na Kubo, kjer sta se pridružila boju za njeno neodvisnost. 